# 錫達 (明尼蘇達州)
錫達（英語：Cedar）是位於美國明尼蘇達州安諾卡縣奧克格羅夫的一個街區。

## 地理
錫達所處的海拔為高於海平面275米（即902英呎），而該地所採用的時區為UTC-6，即北美中部時區（CST）。同時該地設有夏令時間，為UTC-6調快一小時，即UTC-5（CDT）。